# State of Euphoria
State of Euphoria je čtvrté studiové album americké thrashmetalové skupiny Anthrax. Bylo vydáno 19. září 1988 vydatelstvími Megaforce/Island Records.

## Informace o albu
State of Euphoria vydala skupina Anthrax ve spolupráci s Markem Dodsonem, kterého si podle slov kytaristy Scotta Iana najala proto, že dříve spolupracoval s Judas Priest a Metal Church. Album dosáhlo 30. pozice na žebříčku Billboard 200 na konci roku 1988 a 8. února 1989 dostalo ocenění zlatá deska. K písním „Who Cares Wins“ (zabývající se těžkým údělem bezdomovců) a „Antisocial“ (cover písně francouzské kapely Trust) byly natočeny videoklipy a druhá z písní byla vydána jako singl.
Píseň „Misery Loves Company“ je založená na románu Stephena Kinga Misery, zatímco „Now It's Dark“ byla inspirována filmem Modrý samet od Davida Lynche.
Většinu hudby na albu složil bubeník Charlie Benante, zatímco texty psal kytarista Scott Ian.
Na zadní straně přebalu alba je karikatura skupiny od amerického karikaturisty Morta Druckera, který je známý zejména díky svým kresbám v časopise Mad.

## Hodnocení
Ačkoli album obsahuje písně, které se později staly tím nejznámějším z tvorby Anthrax (jako např. „Antisocial“, „Finale“ či „Be All, End All“), kritika ho hodnotila vlažně. Album nenaplnilo komerční ani jiná očekávání, které mělo po předchozích úspěšných albech Spreading the Disease a Among the Living a EP I'm the Man.

## Turné a propagace
Skupina byla po vydání State of Euphoria téměř rok na turné, přičemž před vydáním alba podporovala Iron Maiden na jejich turné k albu Seventh Son of a Seventh Son a Ozzyho Osbourna na jeho turné No Rest for the Wicked ve spojených státech od října 1988 do ledna 1999. Anthrax také hráli jako předkapela Metallicy na jejich turné Damaged Justice.

## Seznam skladeb
Všechny skladby napsal(i) Anthrax, kromě písně Trust, jejímiž autory jsou Bernie Bonvoisin a Norbert Krief.. 
| Strana 1 | Strana 1                  | Strana 1 |
| Pořadí   | Název                     | Délka    |
| -------- | ------------------------- | -------- |
| 1.       | Be All, End All           | 6:22     |
| 2.       | Out of Sight, Out of Mind | 5:13     |
| 3.       | Make Me Laugh             | 5:41     |
| 4.       | Antisocial                | 4:27     |
| 5.       | Who Cares Wins            | 7:35     |

| Strana 2       | Strana 2             | Strana 2 |
| Pořadí         | Název                | Délka    |
| -------------- | -------------------- | -------- |
| 1.             | Now It's Dark        | 5:34     |
| 2.             | Schism               | 5:27     |
| 3.             | Misery Loves Company | 5:40     |
| 4.             | 13                   | 0:49     |
| 5.             | Who Cares Wins       | 5:47     |
| Celková délka: | Celková délka:       | 52:35    |

## Sestava
- Joey Belladonna – zpěv
- Dan Spitz – kytara, doprovodné vokály
- Scott Ian – kytara, doprovodné vokály
- Frank Bello – baskytara, doprovodné vokály
- Charlie Benante – bicí